# Nate Gentile
José Ignacio Gentile (Montevideo, Uruguay, 27 de julio de 1990), más conocido como Nate Gentile es un youtuber uruguayo con casi tres  millones de suscriptores en su canal homónimo dedicado a la informática doméstica, especialmente al análisis y montaje de potentes equipos y componentes. Ha sido calificado por la revista Forbes como uno de los cien youtubers más influyentes de habla hispana y por los organizadores de la Euskal Encounter como una de sus estrellas invitadas y el «mayor experto en modding».

## Biografía
Nacido en Uruguay, sus principales aficiones son la física, el arte (tanto dibujo como música) y la informática. A los 11 años empezó a programar con Python como hobby, con tutoriales de internet, lo cual se convirtió al final en lo que estudió.
Este empezó trabajando en una empresa de ingeniería, la cual dejó porque no pagaba bien a los empleados. A los 17 años se incorporó a otra corporación, que también dejó debido a que el salario era bajo. Más tarde, estuvo empleado durante un tiempo en el departamento de informática de la empresa Gas Natural, insatisfecho con el puesto, terminó dejándolo. Entonces, mientras estudiaba un grado superior, comenzó a hacer desarrollo para varias empresas de forma autónoma. Al final acabó en la compañía Adam, en donde asegura que aprendió mucho, aunque abandonó ésta tras un año.
Seguidamente, StarLab, una empresa pequeña de Barcelona, le contrató, ya que estaban buscando a alguien con conocimientos en Django y Python. Según sus propias palabras, «era la empresa más guay en la que había trabajado». Se trataba de una compañía que trabajaba junto a la Agencia Espacial Europea, investigando y desarrollando varios proyectos. Al final acabó dejando el puesto porque padecía depresión.
Acabó siendo contratado por Gameloft, cuando salieron los juegos de Minion Rush y Asphalt 8, entrando al departamento on-line, desarrollando cosas importantes como las mecánicas "anti-cheating" o la tienda de los juegos. Estuvo en ese estudio durante 3 años, pero lo dejó porque parecía que su trabajo era muy repetitivo. Mientras tanto, se creó su canal de YouTube para pasar el rato.
Se trasladó a Dinamarca durante un tiempo, en donde trabajó como programador web autónomo, aunque trabajaba muy recurrentemente con una startup. Al final dicha startup quebró, por lo que tuvieron que prescindir de él. Desde entonces decidió trabajar a tiempo completo para su canal de YouTube.
Ha sido nombrado en la lista de los 100 Mejores Influencers (Best Influencers) de Forbes del año 2020, 2021 y de 2022.